# Union soviétique aux Jeux olympiques d'hiver de 1956
L'Union soviétique a participé aux Jeux olympiques d'hiver pour la première fois aux Jeux olympiques d'hiver de 1956 à Cortina d'Ampezzo y remportant 16 médailles (7 en or, 3 en argent et 6 en bronze), se situant à la première place des nations au tableau des médailles.

## Liste des médaillés soviétiques

### Médailles d'or
| Sport               | Discipline           | Sportifs                                                     | Performance     |
| Médailles d'or : 7  |                      |                                                              |                 |
| Hockey sur glace    |                      | Union soviétique                                             |                 |
| Patinage de vitesse | 500 m                | Yevgeny Grishin                                              | 40 s 2          |
| Patinage de vitesse | 1 500 m              | Yevgeny Grishin                                              | 2 min 08 s 6    |
| Patinage de vitesse | 1 500 m              | Yury Mikhailov                                               | 2 min 08 s 6    |
| Patinage de vitesse | 5 000 m              | Boris Shilkov                                                | 7 min 48 s 7    |
| Ski de fond         | Relais 4 × 10 km (H) | Fyodor Terentyev Pavel Kolchin Nikolay Anikin Vladimir Kuzin | 2 h 15 min 30 s |
| Ski de fond         | 10 km (F)            | Ljubov Kozyreva                                              | 38 min 11 s     |

### Médailles d'argent
| Sport                  | Discipline          | Sportifs                                          | Performance     |
| Médailles d'argent : 3 |                     |                                                   |                 |
| Patinage de vitesse    | 500 m               | Rafael Grach                                      | 40 s 8          |
| Ski de fond            | 10 km (F)           | Radya Yeroshina                                   | 38 min 16 s     |
| Ski de fond            | Relais 3 × 5 km (F) | Ljubov Kozyreva Alevtina Kolchina Radya Yeroshina | 1 h 09 min 28 s |

### Médailles de bronze
| Sport                   | Discipline | Sportifs         | Performance     |
| Médailles de bronze : 6 |            |                  |                 |
| Patinage de vitesse     | 5 000 m    | Oleg Goncharenko | 7 min 57 s 5    |
| Patinage de vitesse     | 10 000 m   | Oleg Goncharenko | 16 min 42 s 3   |
| Ski alpin               | Slalom (F) | Evgenia Sidorova | 1 min 56 s 7    |
| Ski de fond             | 15 km (H)  | Pavel Kolchin    | 50 min 17 s 0   |
| Ski de fond             | 30 km (H)  | Pavel Kolchin    | 1 h 45 min 45 s |
| Ski de fond             | 50 km (H)  | Fyodor Terentyev | 2 h 53 min 32 s |